# 戴维·哈里森
戴维·乔舒亚·哈里森（英語：David Joshua Harrison，1982年8月15日—），美国NBA联盟职业篮球运动员。他在2004年的NBA选秀中第1轮第29顺位被印第安纳步行者选中。